# ریکاردا والکینگ
ریکاردا والکینگ (انگلیسی: Ricarda Walkling؛ زادهٔ ۱۹ مارس ۱۹۹۷) بازیکن فوتبال اهل آلمان است.
از باشگاه‌هایی که در آن بازی کرده‌است می‌توان به باشگاه فوتبال زنان بایرن مونیخ اشاره کرد.
وی همچنین در تیم‌های ملی فوتبال Germany women's national under-16 football team, Germany women's national under-17 football team، و Germany women's national under-19 football team بازی کرده‌است.